# Marek Waleriusz Messala Niger
Marcus Valerius Messala Niger – polityk rzymski okresu schyłku republiki. 
Syn Marka Waleriusza Messali a wnuk Maniusza Waleriusza Messali. Zdaniem Cycerona cieszył się reputacją dobrego mówcy. Był dwukrotnie trybunem wojskowym, kwestorem około 73 p.n.e.  W 73 p.n.e. wszedł w skład kolegium pontyfików. W 70 p.n.e. otrzymał upomnienie od cenzorów. Został pretorem miejskim w 64 p.n.e. W 62 p.n.e. oskarżony o udział w spisku Katyliny został Publiusz Korneliusz Sulla, bratanek dyktatora Sulli. Oskarżonemu sprzyjali wybitni patrycjusze, a jego obrony podjęli się Hortensjusz i Cyceron, który zdecydował się na to na prośbę Marka Messali. 
W 61 p.n.e. Niger został wybrany konsulem razem z Markiem Pupiuszem Pizonem Frugi Kalpurnianem. Prowadził politykę konserwatywną, był gorliwym zwolennikiem optymatów, dążąc między innymi do ukarania Klodiusza za sprofanowanie misteriów ku czci Dobrej Bogini (Bona Dea). W grudniu 62 p.n.e. Klodiusz w kobiecym przebraniu wszedł do domu Cezara, ówczesnego najwyższego kapłana (pontifex maximus), gdzie odbywały się właśnie doroczne misteria ku czci Dobrej Bogini, i gdzie w tym czasie wstęp mężczyzn był zabroniony. Celem tej wizyty miała być schadzka z Pompeją, żoną Cezara. 
Niger przeciwstawiał się swojemu koledze w urzędzie, Markowi Pupiuszowi Pizonowi, który sprzyjał Klodiuszowi.
Ostatecznie, dzięki przekupstwu, Klodiusz został uniewinniony. 
W 55 p.n.e. Niger został cenzorem razem z Publiuszem Serwiliuszem Watią Izauryjskim. Przypadło im w udziale zadanie uregulowania brzegów Tybru po powodzi. Trybuni ludowi utrudniali 
czynności cenzorom poprzez zgłaszanie niepomyślności auspicjów, czyli tzw. obnuntiatio i nie doszło ostatecznie do sporządzenia przez cenzorów spisu obywateli. W 54 p.n.e. w procesie Emiliusza Skaurusa oskarżonego o nadużycia w prowincji Sardynii, który to proces miał tak naprawdę polityczny cel skompromitowania Skaurusa i zamknięcia mu drogi do konsulatu, jako obrońca obok Cycerona i Hortensjusz wystąpił też Messala Niger. Trzykrotnie był interrexem w 55, 53 i 52 p.n.e.